# Sobór św. Urosza w Uroševacu
Sobór św. Urosza – prawosławny sobór w Uroševacu.
Budowa świątyni została zakończona w 1933, autorem jej projektu był architekt Josif Mihailović.
W czasie zamieszek w Kosowie w 2004 sobór został zaatakowany przez tłum kosowskich Albańczyków. Według danych podanych przez KFOR napastnicy wymierzyli w świątynię trzy granaty ręczne, następnie zaś podpalili ją. W obronie budynku zostało rannych 19 policjantów UNMIK oraz żołnierzy KFOR. Zdołali oni jednak
zabezpieczyć obiekt i uniemożliwić jego całkowite zniszczenie. Zdewastowany sobór został zamknięty i znajdował się pod stałą ochroną KFOR. Greccy żołnierze KFOR stacjonujący w mieście zainicjowali jednak jego remont, mając poparcie władz lokalnych oraz duchownych innych wyznań.
Pierwsza Święta Liturgia po zniszczeniach odbyła się w świątyni 11 września 2010, z udziałem ówczesnego zarządcy prawosławnej eparchii raszko-prizreńskiej metropolity Amfilochiusza (Radovicia).